# 尾高豊作
尾高 豊作（おだか ほうさく、1894年7月9日 - 1944年1月4日）は、日本の実業家・教育者。刀江書院創業者で、同社長、埼玉銀行頭取、日本技術教育協会会長、日本児童社会学会会長などを務めた。

## 来歴・人物
秋田県で尾高次郎の長男として生まれる。母は渋沢栄一の娘。埼玉県出身。妻豊子は、最後の岸和田藩主で司法大臣などを務めた子爵岡部長職の三女。娘の泰子は、最後の鳥羽藩主稲垣長敬の孫で子爵稲垣長賢の弟・稲垣重兼の妻。
東京高等商業学校（現一橋大学）卒業。武州銀行副頭取、埼玉銀行頭取などを歴任し、多数の会社の役員も務めたが、1925年出版業を通じて日本の文化向上を図るため刀江書院を創業、社長を務める。
郷土教育連盟や日本児童社会学会を設立して前者の代表、後者の会長を務め、また日本技術教育協会会長なども務め、戦間期の日本の民族教育において、文部省などに対し指導的役割を果たした。
1927年には弟の尾高朝雄とともに、東京社会科学研究所の設立を支援し、一橋の大塚金之助を所長とし、常務理事に田辺寿利を、所員には大塚門下の高島善哉や、福田徳三門下の杉本栄一を招いた。

## 著書
- 『郷土化教授とレジョナリズム』1932年
- 『独逸の新教育運動』郷土教育聯盟 1932年
- 『学校教育と郷土教育』郷土教育聯盟 1933年
- 『渋沢青淵翁と女子教育』1934年
- 『両親とは何か』刀江書院 1935年
- 『子供の取扱読本』刀江書院 1935年
- 『指導讀本 子供の心理』刀江書院 1948年
- 『指導讀本 子供の生態』刀江書院 1949年
- 『指導讀本 子供の生活』刀江書院 1949年